# Општина Пале (Босанско-подрињски кантон)

Општина Пале (раније Општина Пале-Прача) једна је од три општине Босанско-подрињског кантона. Центар општине је насељено место Прача. Настала је од дела предратне сарајевске градске општине Пале који је после Дејтонског споразума припао Федерацији Босне и Херцеговине.
Географски положај, плодно тло, погодна клима, шуме богате разном дивљачи и шумским плодовима давале су људима у давна времена добре услове за живот тако да се и данас могу наћи остаци цивилизације из средњег века.

## Историја
На локалитетима села Комрани, Чемерница и другим местима и данас се налазе многи трагови постојања људи на овим просторима кроз историју. У близини Праче налазе се остаци древног града Павловац којим је владала необична владарка Јериња. Легенда каже за ову необичну владарку да је вуном преграђивала реку Прачу како би уживала у вожњи лађом.

## Географија
Прача и Хреновица су смештени на обалама реке Праче у веома плодној долини, окружени планинама Јахорином, која је висока око 1.900 м, и Романијом, са надморском висином око 1.400 м, и висовима: Црним рајским врхом, Клеком и Боровцом. Удаљена је од средишта кантона Горажда око 42 км, а од главног града Сарајева 35 км са којим је повезана модерном асфалтном саобраћајницом. Лежи на надморској висини од 639 до 1.344 м.

## Насељена места
Брдарићи, Бројнићи, Булози, Вражалице, Датељи, Доња Винча, Каменица, Комрани, Прача, Реновица, Средње, Турковићи, Чељадинићи, Чемерница, Шаиновићи.